# 伊豆縦貫自動車道
伊豆縦貫自動車道（いずじゅうかんじどうしゃどう、英語: IZU JUKAN EXPWY）は東名高速道路の沼津ICに接続する静岡県沼津市岡宮の沼津岡宮インターチェンジ (IC) から、新東名高速道路に接続する長泉ジャンクション (JCT) を経由し、静岡県下田市六丁目の下田IC（仮称）に至る予定の国土交通大臣指定に基づく高規格幹線道路（一般国道の自動車専用道路）（B路線）である。区間によって国道1号、国道136号、国道414号に指定されている。2023年（令和5年）3月現在、伊豆中央道を介して月ケ瀬ICまでの区間と河津下田道路の河津七滝IC - 河津逆川IC間が開通している。略称は伊豆縦貫道（いずじゅうかんどう）。
高速道路ナンバリングによる路線番号は、「E70」が割り振られている。

## 概要
伊豆縦貫自動車道は、静岡県沼津市と同県下田市を結ぶ、計画延長約60キロメートル (km) の高規格幹線道路である。開通により沿線各地の混雑解消や災害に弱い伊豆半島の国道の代替ルートが確保される。全線整備されると東名高速道路の沼津ICから下田市への所要時間が、整備前の約110分から整備後は約60分へ約50分短縮される。
東名高速道路の沼津ICから伊豆縦貫自動車道を利用する場合、料金所右側の伊豆縦貫自動車道専用レーン（3レーン）を通行する必要がある。
また長泉ICから三島塚原ICまでの区間は片側2車線であるが、下り線（伊豆方面）は長泉IC手前で左の車線が長泉IC出口へ向かう車線に変わるため、長泉ICで降りない車両はそのIC手前では右の車線を走行する必要がある。

## 事業名

### 東駿河湾環状道路
- 東駿河湾環状道路 【無料】（本線：沼津岡宮IC - 函南IC（仮称）、連絡路：大場・函南IC - 函南塚本IC）
道路規格：第1種第3級
設計速度：80 km/h（連絡路は60 km/h）
車線数：4車線または暫定2車線（連絡路は完成2車線）

### 函南修善寺道路（仮称）
函南IC（仮称）と修善寺JCT（仮称）間の約16 kmは調査中区間であり、事業化されていない。国土交通省の資料では「函南修善寺道路」の仮称が付けられている。
この区間は、東駿河湾環状道路の連絡路を通じて有料道路の伊豆中央道を経由して修善寺道路まで、ほぼ平面交差点が無い対面2車線の高規格な道路が直結しており、実質的な代替路となっている。

### 修善寺道路
- 修善寺道路【有料】（修善寺IC - 大仁中央IC）

道路規格：第1種第3級
設計速度：80 km/h
車線数：完成2車線
同区間は高速道路ナンバリングによる路線番号「E70」が割り振られた区間には含まれず、同区間に高速道路ナンバリングは導入されていない。

### 天城北道路
- 天城北道路【無料】（本線：修善寺JCT（仮称） - 月ケ瀬IC、連絡路：修善寺IC - 修善寺JCT（仮称））

道路規格：第1種第3級
設計速度：80 km/h（連絡路は60 km/h）
車線数：暫定2車線（連絡路は完成2車線）

#### 概要
中伊豆地域の渋滞緩和と緊急輸送道路の機能強化を目的としており、高規格幹線道路「伊豆縦貫自動車道」の一部を構成する。
修善寺ICから修善寺JCT（仮称）までの連絡路（延長2.7 km）と、同JCTから月ケ瀬ICまでの本線（延長4.0 km）から構成され、連絡路の一部である修善寺IC - 大平IC間が2008年（平成20年）4月11日に、大平IC - 月ケ瀬IC間が2019年（平成31年）1月26日にそれぞれ開通した。
修善寺IC - 大平IC間の2.0 kmは静岡県土木事務所が、大平IC - 月ケ瀬IC間の5.5 kmは、国道414号バイパスとして国土交通省中部地方整備局沼津河川国道事務所がそれぞれ管理を行う。

### 天城峠道路
月ケ瀬IC - 河津七滝IC間の当該区間に並行する国道414号は正面衝突などの重大事故の発生率が高く、2015年（平成27年）11月に計画段階評価に着手した。国土交通省の資料では「天城峠道路」の仮称が付けられており、沿線自治体で構成する「伊豆縦貫自動車道「天城峠道路」及びアクセス道路網建設促進期成同盟会」でも使用されている。当基本計画区間については、七滝温泉・大滝温泉の源泉を西へ迂回する西側ルート、東へ迂回する東側ルート、浄蓮の滝付近まで現道の国道414号を改良し、以降は案1と同ルートで新設する現道活用+西側ルートの3ルート案が検討されていたが、2017年（平成29年）12月13日、案1の西側迂回・自動車専用道ルートとすることが決まった。建設費用は1,300億円〜1,500億円。道路延長は約20 km。浄蓮の滝付近の東側に中間ICが設置され、ルートの多くを地下式で建設する予定。2023年1月31日に都市計画が決定し、同年2月28日には先行して月ケ瀬IC - 茅野IC（仮称）間の約5.7 kmが2023年度新規事業化候補箇所として選定され、事業化された。
設計速度：80 km/h
車線数：完成2車線

### 河津下田道路
- 河津下田道路【無料】（I期：下田IC（仮称） - 下田北IC（仮称） 延長約5.7 km、II期：下田北IC（仮称）- 河津七滝IC 延長約6.8 km）

道路規格：第1種第3級
設計速度：80 km/h
車線数：完成2車線

#### 概要
沿線各地の混雑解消や災害に弱い伊豆半島の国道の代替ルートの確保を目的としている。
国土交通省中部地方整備局沼津河川国道事務所は、2021年（令和3年）4月27日、河津IC（仮称） - 逆川IC（仮称）間の延長3.0 kmについて「トンネル工事が順調に進んだ場合」の条件付きで2022年度（令和4年度）に開通予定と発表した。2023年（令和5年）1月13日に、仮称だったICの名称をそれぞれ河津七滝IC、河津逆川ICと決定し、2023年（令和5年）3月19日15時に開通した。

## インターチェンジなど
- 全区間静岡県内に所在。
- IC番号欄の背景色が■である部分は道路が供用済みの区間を示す。施設名欄の背景色が■である部分は施設が供用されていない、または完成していないことを示す。未開通区間・未供用施設の施設名は仮称。
- スマートICは背景色■で示す。
- バスストップ (BS) のうち、○は運用中、◆は休止中の施設。無印はBSなし。
- 略字は、ICはインターチェンジ、JCTはジャンクションをそれぞれ示す。

### 本線
| 路線名                                                            | IC 番号 | 施設名       | 接続路線名 | 起点 から （km） | BS     | 備考                                      | 所在地        |
| ----------------------------------------------------------------- | ------- | ------------ | --- | ---------------- | ------ | ----------------------------------------- | ------------- |
| 東駿河湾環状道路（西区間）                                        |         |              | |                  |        |                                           |               |
| 東駿河湾環状道路                                                  | 1       | 沼津岡宮IC   | E1 東名高速道路（沼津IC） 県道405号足高三枚橋線                                                                                       | 0.0              |        |                                           | 沼津市        |
| 東駿河湾環状道路                                                  | 2       | 長泉JCT      | E1A 新東名高速道路（長泉沼津IC） | 1.8              |        |                                           | 駿東郡 長泉町 |
| 東駿河湾環状道路                                                  | 3       | 長泉IC       | 国道246号（裾野バイパス） 三島市道芙蓉台環状線（沼津方面のみ側道経由で間接接続） 県道21号三島裾野線（沼津方面のみ側道経由で間接接続） | 4.1              |        |                                           | 駿東郡 長泉町 |
| 東駿河湾環状道路                                                  | 4       | 三島萩IC     | 三島市道芙蓉台環状線 県道21号三島裾野線                                                                                               | 5.4              |        | 下田方面ハーフインター                    | 三島市        |
| 東駿河湾環状道路                                                  | 5       | 三島加茂IC   | 三島市道祇園原線 三島市道加茂沢地線                                                                                                   | 8.6              |        |                                           | 三島市        |
| 東駿河湾環状道路                                                  | 6       | 三島塚原IC   | 国道1号（塚原バイパス） | 10.0             |        |                                           | 三島市        |
| 東駿河湾環状道路                                                  | 7       | 三島玉沢IC   | 県道142号三ツ谷谷田線 | 11.5             |        |                                           | 三島市        |
| 東駿河湾環状道路                                                  | 8       | 大場・函南IC | 伊豆中央道連絡路 | 13.1             |        |                                           | 三島市        |
| 東駿河湾環状道路                                                  | -       | 函南IC       | 伊豆湘南道路（構想） 県道11号熱海函南線（熱函道路）                                                                                   | 15.0             |        | 未着工                                    | 田方郡 函南町 |
| 函南修善寺道路（予定路線） 約16 km                                |         |              | |                  |        |                                           |               |
| 天城北道路                                                        | -       | 修善寺JCT    | 修善寺道路連絡路 | 0.0              |        | JCTとしては未事業                         | 伊豆市        |
| 天城北道路                                                        |         | 月ケ瀬IC     | 国道414号（現道） 国道136号（下船原バイパス）                                                                                         | 4.0              |        |                                           | 伊豆市        |
| 天城峠道路                                                        |         | 月ケ瀬IC     | 国道414号（現道） 国道136号（下船原バイパス）                                                                                         | 4.0              |        |                                           | 伊豆市        |
| -                                                                 | 茅野IC  |              | 9.7 |                  | 事業中 |                                           | 伊豆市        |
| 天城峠道路（未事業化区間） 約21.8 km 難工事になると想定されている |         |              | |                  |        |                                           |               |
| 河津下田道路                                                      |         | 河津七滝IC   | 国道414号（現道） | 0.0              |        |                                           | 賀茂郡 河津町 |
| 河津下田道路                                                      |         | 河津逆川IC   | 国道414号（現道） | 3.0              |        | 沼津方面ハーフインター                    | 賀茂郡 河津町 |
| 河津下田道路                                                      | -       | 須原IC       | 国道414号（現道） |                  |        | 下田方面ハーフインター 2020年代供用を想定 | 下田市        |
| 河津下田道路                                                      | -       | 下田北IC     | 国道414号（現道） | 6.8              |        | 2020年代供用を想定                        | 下田市        |
| 河津下田道路                                                      | -       | 蓮台寺IC     | 国道414号（現道） |                  |        | 2020年代供用を想定                        | 下田市        |
| 河津下田道路                                                      | -       | 敷根IC       | 下田市道敷根1号線 |                  |        | 沼津方面ハーフインター 2020年代供用を想定 | 下田市        |
| 河津下田道路                                                      | -       | 下田IC       | 国道136号（現道） | 12.5             |        | 2020年代供用を想定                        | 下田市        |

### 伊豆中央道連絡路
| IC 番号                                | 施設名       | 接続路線名 | 起点 から （km） | BS             | 備考 | 所在地        |
| -------------------------------------- | ------------ | --- | ---------------- | -------------- | ---- | ------------- |
| 8                                      | 大場・函南IC | 本線 | 0.0              |                |      | 三島市        |
| 8                                      | 大場・函南IC | 県道141号清水函南停車場線 国道136号（函南〜三島バイパス）（側道） 国道136号（現道）（側道経由で間接接続） 県道11号熱海函南線（熱函道路）（側道経由で間接接続） | 0.0              | 本線方面出入口 |      | 三島市        |
|                                        | 函南塚本IC   | 国道136号（伊豆中央道） | 3.7              |                |      | 田方郡 函南町 |
| 国道136号（伊豆中央道） 修善寺道路方面 |              | |                  |                |      |               |

### 修善寺道路連絡路
| IC 番号                                | 施設名    | 接続路線名                                                  | 起点 から （km） | BS | 備考                        | 所在地 |
| -------------------------------------- | --------- | ----------------------------------------------------------- | ---------------- | -- | --------------------------- | ------ |
| 国道136号（修善寺道路） 伊豆中央道方面 |           |                                                             |                  |    |                             |        |
|                                        | 修善寺IC  | 国道136号、国道414号（現道） ※重複区間 県道18号修善寺戸田線 | 2.7              |    |                             | 伊豆市 |
|                                        | 大平IC    | 国道136号、国道414号（現道） ※重複区間                      | 1.1              |    | 沼津方面ハーフインター      | 伊豆市 |
| -                                      | 修善寺JCT | 本線                                                        | 0.0              |    | JCT・沼津方面の本線は未事業 | 伊豆市 |

## 歴史
『2021年度 中部圏の開発整備について』「伊豆縦貫自動車道建設事業」などによる。
- 1987年（昭和62年）6月 - 伊豆縦貫自動車道建設促進期成同盟設立。
  - 高規格幹線道路に決定。
- 1988年（昭和63年）度
  - 東駿河湾環状道路 事業着手。
  - 修善寺道路 事業着手。
- 1989年（平成元年）8月8日
  - 沼津市 - 函南町 15 km 基本計画決定。
  - 大仁町 - 天城湯ヶ島町 10 km 基本計画決定。
  - 長泉町 - 三島市 6 km 整備計画決定。
  - 大仁町 - 修善寺町 4 km 整備計画決定。
- 1990年（平成2年）11月1日
  - 河津町 - 下田市 13 km 基本計画決定。
  - 沼津市 - 長泉町 4 km 整備計画決定。
  - 三島市 3 km 整備計画決定。
- 1992年（平成4年）9月19日 - 有料道路「修善寺道路」修善寺IC - 熊坂IC間 2.2 km 供用開始。
- 1993年（平成5年）7月30日 - 天城湯ヶ島町 - 河津町 18 km 基本計画決定。
- 1994年（平成6年）度 天城北道路 事業着手。
- 1997年（平成9年）2月5日 - 三島市 - 函南町 2 km 整備計画決定。
- 1998年（平成10年）
  - 3月26日 - 有料道路「修善寺道路」熊坂IC - 大仁中央IC間 4.4 km 全線供用開始。
  - 4月 - 河津下田道路I期 6 km 着工準備箇所採択。
- 2000年（平成12年）4月 - 修善寺町 - 天城湯ヶ島町 4 km 整備計画決定。
- 2003年（平成15年）6月 - 天城北道路起工式。
- 2006年（平成18年）3月 - 河津下田道路II期 7 km 環境影響評価着手。
- 2008年（平成20年）4月11日 - 天城北道路 修善寺IC - 大平IC間 1.6 km 供用開始。
- 2009年（平成21年）7月27日 - 東駿河湾環状道路 沼津岡宮IC - 三島塚原IC間 10 km 供用開始。
- 2010年（平成22年）4月28日 - 東駿河湾環状道路 長泉IC - 三島萩IC間の側道が開通。
- 2012年（平成24年）
  - 3月24日 - 東駿河湾環状道路 三島加茂IC供用開始、三島加茂IC - 三島塚原IC間の4車線化。
  - 4月14日 - 長泉JCT供用開始に伴い新東名高速道路に接続。
  - 4月17日 - 河津町 - 下田市 7 km 整備計画決定。
- 2014年（平成26年）
  - 2月11日 - 東駿河湾環状道路 三島塚原IC - 大場・函南IC間、連絡路 大場・函南IC - 函南塚本IC間 6.8 km 供用開始、伊豆中央道と直結[28]。
  - 11月25日 - 河津下田道路（I期）都市計画決定。
- 2015年（平成27年）
  - 2月21日 - 河津下田道路（I期）中心杭打ち式、河津下田道路（II期）起工式。
  - 4月9日 - 東駿河湾環状道路 沼津岡宮IC - 愛鷹IC間 2.6 km 事業着手[29]。
  - 11月 - 伊豆市 - 河津町間 約15 km 計画段階評価着手。
- 2019年（平成31年）1月26日 - 天城北道路 大平IC - 月ケ瀬IC間 5.1 km 供用開始[9]。
- 2023年（令和5年）
  - 3月19日 - 河津下田道路 河津七滝IC - 河津逆川IC間 3.0 km 開通[23]。
  - 4月 - 天城峠道路月ケ瀬 - 茅野（かやの）（仮称）間事業化

## 路線状況

### 車線・最高速度
- 背景色が■である部分は道路が供用されていない区間を示す。

| 区間             | 区間                      | 車線 上下線=上り線+下り線 | 最高速度         |
| ---------------- | ------------------------- | ------------------------- | ---------------- |
| 本線             | 沼津岡宮IC - 長泉IC       | 2=1+1 （暫定2車線）       | 60 km/h （法定） |
| 本線             | 長泉IC - 三島塚原IC       | 4=2+2                     | 80 km/h （指定） |
| 本線             | 三島塚原IC - 大場・函南IC | 2=1+1 （暫定2車線）       | 60 km/h （法定） |
| 連絡路（函南町） | 大場・函南IC - 函南塚本IC | 2=1+1 （完成2車線）       | 60 km/h （法定） |
| 修善寺道路       | 大仁中央IC - 修善寺IC     | 2=1+1 （完成2車線）       | 60 km/h （法定） |
| 連絡路（伊豆市） | 修善寺IC - 修善寺JCT      | 2=1+1 （完成2車線）       | 60 km/h （法定） |
| 天城北道路       | 修善寺JCT - 月ケ瀬IC      | 2=1+1 （暫定2車線）       | 60 km/h （法定） |
| 河津下田道路     | 河津七滝IC - 河津逆川IC   | 2=1+1 （完成2車線）       | 60 km/h （法定） |

開通当初、三島加茂IC - 三島塚原IC間は暫定2車線・最高速度60 km/hだったが、2012年3月24日の三島加茂IC供用と同時に4車線化され、最高速度が80 km/hに引き上げられた。

### 道路施設

#### サービスエリア・パーキングエリア
本線
2023年現在、本線上に1箇所も設置されていないが、三島塚原IC近くにドライブインとフルーツ狩りメインの観光農園を併設した施設、伊豆フルーツパークが2013年1月19日に開業した。
また、この他に三島塚原IC近くにある三島青果市場に農の駅を併設する構想も存在する。
連絡路（函南町）
2023年現在、本線上に1箇所も設置が予定されていないが、函南塚本IC近くに道の駅と川の駅（河川防災ステーション）を併設した施設道の駅伊豆ゲートウェイ函南が建設され、2017年5月1日に開業。
修善寺道路
2023年現在、本線上に1箇所も設置されていないが、大仁中央IC近くに道の駅伊豆のへそが存在する。
天城北道路
2023年現在、本線上に1箇所も設置が予定されていないが、月ケ瀬IC近くに道の駅伊豆月ケ瀬が存在する。

#### 主なトンネルと橋
建設中及び事業中のトンネルと橋は全て仮称である。
本線
- 芹沢川橋（沼津岡宮IC - 長泉JCT）【芹沢川】：80.2 m
- 新桃沢川橋（長泉JCT - 長泉IC）【桃沢川】：383.0 m
- 谷津川橋（長泉JCT - 長泉IC）【谷津川】：150.5 m
- 南一色高架橋（長泉IC）【梅ノ木沢川】：326.0 m
- 黄瀬川高架橋（長泉IC）【黄瀬川】：206.0 m
- 納米里第2高架橋（長泉IC - 三島萩IC）【御殿場線】：247.0 m
- 伊豆島田高架橋（長泉IC - 三島萩IC）【大場川】：261.0 m
- 徳倉高架橋（三島萩IC - 三島加茂IC）【徳倉宮川】：155.0 m
- 沢地川橋（三島萩IC - 三島加茂IC）【沢地川】：290.0 m
- 山田川橋（三島加茂IC - 三島塚原IC）【三島山田川】：294.0 m
- 谷田高架橋（三島玉沢IC - 大場・函南IC）【東海道新幹線・夏梅木川】：234.0 m
- 谷田南高架橋（三島玉沢IC - 大場・函南IC）【東海道本線】：113.5 m
- 大場高架橋（三島玉沢IC - 大場・函南IC）【函南観音川】：225.5 m
- 日向トンネル（修善寺JCT - 月ケ瀬IC）：230.0 m
- 梶山高架橋（修善寺JCT - 月ケ瀬IC）【待沢川】：55.0 m
- 佐野トンネル（修善寺JCT - 月ケ瀬IC）：1,243.0 m
- 嵩田川高架橋（修善寺JCT - 月ケ瀬IC）【嵩田川】：23.9 m
- 雲金トンネル（修善寺JCT - 月ケ瀬IC）：1,016.0 m
- 矢熊トンネル（修善寺JCT - 月ケ瀬IC）：199.0 m
- 矢熊高架橋（修善寺JCT - 月ケ瀬IC）【下り沢川・上り川】：486.0 m
- 矢熊大橋（月ケ瀬ICランプ）【狩野川】：171.0 m
- 河津ランプ橋（河津七滝ICランプ）【河津川】：PC3径間連続ラーメン箱桁橋（橋長 L=123.0 m）[24]
- 河津Aランプ橋（河津七滝ICランプ）【大鍋川】：PC3径間連続ラーメン箱桁橋（橋長 L=191.0 m）[24]
- 河津Bランプ橋（河津七滝ICランプ）【大鍋川】：PC3径間連続ラーメン箱桁橋（橋長 L=173.0 m）[24]
- 河津小鍋橋（河津七滝IC - 河津逆川IC）【小鍋川】：PC6径間連続ラーメン箱桁橋（橋長 L=347.5 m）[24]
- 河津桜トンネル（河津七滝IC - 河津逆川IC）：1,884 m[24]
- 河津逆川橋（河津七滝IC - 河津逆川IC）【稲梓川】：59 m[24]
- 河津下田道路3号橋（河津逆川IC - 須原IC）【国道414号】：鋼2径間連続非合成箱桁橋（橋長 L=111.0 m：事業中）
- 河津下田道路2号トンネル（仮称：須原IC - 下田北IC）：212 m（事業中）
- 河津下田道路3号トンネル（仮称：須原IC - 下田北IC）：1,514 m（事業中）
- 河津下田道路I期1号橋（下田北IC - 蓮台寺IC）【国道414号】：長さ約100 m（事業中）
- 河津下田道路I期2号橋（下田北IC - 蓮台寺IC）【稲生沢川】【静岡県道15号下田松崎線】：長さ約100 m（事業中）
- 河津下田道路I期1号トンネル（下田北IC - 蓮台寺IC）：長さ約1600 m（事業中）
- 河津下田道路I期2号トンネル（蓮台寺IC - 敷根IC）：長さ約200 m（事業中）
- 河津下田道路I期2号橋（蓮台寺IC - 敷根IC）【蓮台寺川】：長さ約300 m（事業中）
- 河津下田道路I期3号トンネル（蓮台寺IC - 敷根IC）：長さ約100 m（事業中）
- 河津下田道路I期4号トンネル（蓮台寺IC - 敷根IC）：長さ約900 m（事業中）
- 河津下田道路I期5号橋（敷根IC - 下田IC）【敷根川】：長さ約300 m（事業中）
- 敷根高架橋（敷根IC - 下田IC）：長さ不明（事業中）
- 河津下田道路I期6号橋（敷根IC - 下田IC）【平滑川】【静岡県道119号下田南伊豆線】：長さ約100 m（事業中）

連絡路（函南町）
- 三島富士美橋（大場・函南IC - 函南塚本IC）【六反田川】：986.7 m
- 函南富士見橋（大場・函南IC - 函南塚本IC）【伊豆箱根鉄道駿豆線】：1,590.0 m

修善寺道路
- 新狩野川大橋（大仁南IC - 熊坂IC）【狩野川】：360.0 m
- 修善寺トンネル（熊坂IC - 修善寺IC）：1,261 m

連絡路（伊豆市）
- 本立野トンネル（修善寺IC - 大平IC）：1,031 m
- 狩野川高架橋（大平IC - 修善寺JCT）【滝沢川・狩野川】：799.0 m

##### トンネルの数
- 背景色が■である部分は道路が供用されていない区間を示す。

| 区間             | 区間                      | 上り線 | 下り線 | 備考 | 合計 |
| ---------------- | ------------------------- | ------ | ------ | ---- | ---- |
| 本線             | 沼津岡宮IC - 長泉IC       | 0      | 0      | ※    | 11   |
| 本線             | 長泉IC - 三島塚原IC       | 0      | 0      |      | 11   |
| 本線             | 三島塚原IC - 大場・函南IC | 0      | 0      | ※    | 11   |
| 本線             | 大場・函南IC - 函南IC     | 0      | 0      | ※    | 11   |
| 本線             | 修善寺JCT - 月ケ瀬IC      | 4      | 4      | ※    | 11   |
| 本線             | 河津七滝IC - 河津逆川IC   | 1      | 1      | ※    | 11   |
| 本線             | 河津逆川IC - 須原IC       | 0      | 0      | ※    | 11   |
| 本線             | 須原IC - 下田北IC         | 2      | 2      | ※    | 11   |
| 本線             | 下田北IC - 下田IC         | 4      | 4      | ※    | 11   |
| 連絡路（函南町） | 大場・函南IC - 函南塚本IC | 0      | 0      | ※    | 0    |
| 修善寺道路       | 大仁中央IC - 熊坂IC       | 0      | 0      | ※    | 1    |
| 修善寺道路       | 熊坂IC - 修善寺IC         | 1      | 1      | ※    | 1    |
| 連絡路（伊豆市） | 修善寺IC - 大平IC         | 1      | 1      | ※    | 1    |
| 連絡路（伊豆市） | 大平IC - 修善寺JCT        | 0      | 0      | ※    | 1    |

※の区間は2車線の対面通行で供用もしくは供用予定であるため上下線で1本となっている。

#### 道路照明灯
本線
- 沼津岡宮IC - 三島塚原IC
  - この区間では約500メートル間隔で非常駐車帯の所に設置されている。

修善寺道路
- 全線
  - 修善寺道路では通常の高速道路と同じく約40メートル間隔で設置されている。

連絡路（伊豆市）
- インターチェンジ付近のみ

### 道路管理者
- 国土交通省
  - 中部地方整備局 沼津河川国道事務所：修善寺道路、天城北道路（修善寺IC - 大平IC間）を除く全線[11]
- 静岡県道路公社：修善寺道路
- 静岡県土木事務所：天城北道路（修善寺IC - 大平IC間）[10]

### 高速バス
本線
2012年現在、本線上に1箇所もBSが設置されていないが、三島萩IC近くにある萩芙蓉台バス停に富士急シティバスと京王バス東が共同運行する三島 - 渋谷・新宿線（愛称・みしまコロッケ号）が停車する。
2012年1月7日のダイヤ改正で、三島 - 渋谷・新宿線（愛称・みしまコロッケ号）のルートが変更され、沼津岡宮IC - 長泉ICを通行するようになった。

## 交通量
24時間交通量（台） 道路交通センサス
（出典：「平成22年度道路交通センサス」・「平成27年度全国道路・街路交通情勢調査」（国土交通省ホームページ）より一部データを抜粋して作成）

### 本線
| 区間                      | 平成22年（2010年）度 | 平成27年（2015年）度 |        |
| ------------------------- | -------------------- | -------------------- | ------ |
| 愛鷹IC - 沼津岡宮IC間     | 未開通               | 未開通               | 未開通 |
| 沼津岡宮IC - 長泉JCT      | 14,757               | 18,629               |        |
| 長泉JCT - 長泉IC          | 14,757               | 24,437               |        |
| 長泉IC - 三島萩IC         | 14,757               | 47,370               |        |
| 三島萩IC - 三島加茂IC     | 19,314               | 47,370               |        |
| 三島加茂IC - 三島塚原IC   | 19,314               | 47,370               |        |
| 三島塚原IC - 三島玉沢IC   | 調査当時未開通       | 31,434               |        |
| 三島玉沢IC - 大場・函南IC | 調査当時未開通       | 31,434               |        |
| 大場・函南IC - 下田IC間   | 未開通               | 未開通               | 未開通 |

- 令和2年度に実施予定だった交通量調査は、新型コロナウイルスの影響で延期された[34]。

### 伊豆中央道連絡路
| 区間                      | 平成22年（2010年）度 | 平成27年（2015年）度 |
| ------------------------- | -------------------- | -------------------- |
| 大場・函南IC - 函南塚本IC | 調査当時未開通       | 15,531               |

- 令和2年度に実施予定だった交通量調査は、新型コロナウイルスの影響で延期された[34]。

## 開通による影響
沼津岡宮IC周辺
沼津岡宮IC - 三島塚原IC開通以前は東名高速道路の沼津ICから伊豆方面に行く場合､主に沼津ぐるめ街道を通るしかなかったが、開通で伊豆縦貫自動車道を通るルートが加わり、車両が分散化した。そのため、道路沿いにある店の立ち寄り客が減少した。また「東駿河湾環状道が伊豆中央道につながったら、ぐるめ街道全体の店舗経営が厳しくなる」との危惧する声が聞かれた。
三島塚原IC周辺
沼津岡宮IC - 三島塚原IC開通後、三島塚原ICから車で10分以内にアクセスできる場所に長さ400メートルの箱根西麓・三島大吊橋（完成時点で歩行者用つり橋の中で長さ日本一になる）を建設することが決定し、2015年12月14日に営業を開始した。
また、2012年11月24日に三島青果市場が三島駅近くから東名高速道路や新東名高速道路にアクセスしやすい同IC近くに移転した。

## 伊豆中央道および修善寺道路について
修善寺道路は伊豆縦貫自動車道の一部として建設されたが、伊豆中央道は伊豆縦貫自動車道の一部として計画されたわけではなく、編入もされていないが、実質的に東駿河湾環状道路と修善寺道路を結ぶ連絡道として機能している（ただし、修善寺道路とは直結しているが、東駿河湾環状道路とは一般区間を挟んでいる）。一部に平面交差が存在するが、2014年（平成26年）2月11日の東駿河湾環状道路の供用開始による交通量増加の対策として、有料区間で唯一の平面信号交差点だった江間交差点の立体化（江間改築事業）と三島方面ハーフインターだった江間ICのフルインターチェンジ化が事業化され、2020年（令和2年）7月に完成した。
なお、大場・函南IC - 修善寺JCT（仮称）間において、伊豆中央道と修善寺道路を経由せずに東駿河湾環状道路と天城北道路を直接繋ぐルート（予定路線）が計画されている（仮称：函南修善寺道路）が、財政面により建設が難しいとされている。

### 伊豆中央道および修善寺道路の無料化について
当面の間は伊豆中央道と修善寺道路を経由することになるが、2023年（令和5年）現在どちらも有料道路である。
当初の両道路の料金徴収期限と比較し、合併採算制（いわゆる「料金プール制」）の導入や合併採算制の対象路線拡大などにより複数回徴収期限が見直されたことにより、2023年10月2日現在の料金徴収期限は、当初の期限からは大幅に異なる2057年3月8日までとなっている。

## 地理

### 通過する自治体
（）は通過予定の自治体である。
本線
- 静岡県
  - 
    - 沼津市
    - 長泉町
    - 裾野市
    - 三島市
    - 函南町
    - 
      - 伊豆の国市

    - 伊豆市
    - 河津町
    - 
      - 下田市

連絡路（函南町）
- 静岡県
  - 
    - 三島市
    - 函南町

修善寺道路
- 静岡県
  - 
    - 伊豆の国市
    - 伊豆市

連絡路（伊豆市）
- 静岡県
  - 伊豆市

### 接続する高速道路
本線
- E1 東名高速道路：沼津岡宮ICで東名高速道路沼津ICへ接続
- E1A 新東名高速道路：長泉JCTで新東名高速道路長泉沼津ICへ接続
- 伊豆湘南道路（構想）：函南IC（仮称）で接続予定